# Alice at the Palace
Alice at the Palace (conocida en España como Alicia en el Palace) es una película de fantasía, musical y familiar de 1982, dirigida por Emile Ardolino, escrita por Elizabeth Swados y basada en las novelas Alice's Adventures in Wonderland y Through the Looking Glass de Lewis Carroll, musicalizada por Elizabeth Swados, los protagonistas son Meryl Streep, Betty Aberlin y Debbie Allen, entre otros. El filme fue realizado por New York Shakespeare Festival, se estrenó el 16 de enero de 1982.

## Sinopsis
La joven Alice cae en la cueva de un conejo, en ese lugar descubre diferentes criaturas fantásticas.